# L'infermiere di Tata
L'infermiere di Tata è un film muto del 1916 diretto da Leopoldo Carlucci.
È il quinto episodio del serial cinematografico Cuore (1915-1916), in cui due attori bambini, Ermanno Roveri e Luigi Petrungaro, si alternano come protagonisti dei nove racconti mensili del romanzo di Edmondo De Amicis. Qui è il turno di Luigi Petrungaro, interprete anche di La piccola vedetta lombarda, Il tamburino sardo e Sangue romagnolo, mentre a Ermanno Roveri furono affidati Il piccolo patriota padovano, Il piccolo scrivano fiorentino, Valor civile, Dagli Appennini alle Ande e Naufragio..
L'episodio L'infermiere di Tata, uno i racconti mensili del libro Cuore di Edmondo De Amicis, è stato adattato tre volte per il cinema o la televisione. Dopo Luigi Petrungaro nel 1916 ne sono stati protagonisti, nel ruolo di "Ciccillo", Domenico Santoro nel 1973 e Francesco Bonini nel 1984.

## Produzione
Il film fu prodotto in Italia da Gloria Film.

## Distribuzione
Fu distribuito da Gloria Film nelle sale cinematografiche italiane nel 1916.